# Pflanzengesundheitszeugnis
Ein Pflanzengesundheitszeugnis (PGZ) ist ein offizielles Dokument, das den internationalen Handel mit Pflanzen, Pflanzenerzeugnissen und geregelten Gegenständen reguliert und sicherstellt, dass diese den pflanzengesundheitlichen Anforderungen des Importlandes entsprechen. Das PGZ wird gemäß den Richtlinien des Internationalen Pflanzenschutzübereinkommens (IPPC) erstellt und ersetzt beim Warenverkehr mit Drittländern innerhalb der Europäischen Union den EU-Pflanzenpass.

## Funktion und Bedeutung
Das Pflanzengesundheitszeugnis dient dazu, die Verbreitung von Quarantäneschädlingen und anderen pflanzengesundheitlichen Gefahren zu verhindern. Es bestätigt, dass die Warensendung frei von Schadorganismen ist, die im Importland potenziell ökologische oder wirtschaftliche Schäden verursachen könnten. Damit trägt das PGZ maßgeblich zum Schutz der globalen Landwirtschaft, Forstwirtschaft und Biodiversität bei.

## Rechtliche Grundlage
Das PGZ basiert auf den Bestimmungen des Internationalen Pflanzenschutzübereinkommens (IPPC), einer internationalen Konvention, die 1951 von der Ernährungs- und Landwirtschaftsorganisation der Vereinten Nationen (FAO) ins Leben gerufen wurde. Innerhalb der Europäischen Union ist es insbesondere durch die Verordnung (EU) 2016/2031 geregelt, die Vorschriften für Maßnahmen zum Schutz vor pflanzengesundheitlichen Risiken festlegt.

## Ausstellung eines Pflanzengesundheitszeugnisses
Das Pflanzengesundheitszeugnis wird auf Antrag des Exporteurs oder Importeurs von den Pflanzenschutzdiensten des jeweiligen Bundeslands ausgestellt, in dem die Ware ihren Ursprung hat. Der Prozess umfasst mehrere Schritte:
1. Inspektion der Ware:  Mitarbeiter der Pflanzenschutzdienste, sogenannte Pflanzengesundheitsinspektoren, untersuchen die Warensendung auf Verbote, Beschränkungen und das Vorhandensein von Schädlingen. Besonders im Fokus stehen Quarantäneschädlinge, die schwerwiegende Auswirkungen auf Pflanzenbestände haben können.
2. Prüfung auf Einfuhranforderungen:  Die Einhaltung der pflanzengesundheitlichen Anforderungen des Zielstaates wird geprüft. Diese variieren je nach Land und umfassen häufig spezifische Tests oder Nachweise.
3. Ausstellung des Zeugnisses:  Nach erfolgreicher Prüfung stellt der zuständige Inspektor das PGZ aus. Dieses Dokument begleitet die Warensendung und wird an der Grenze des Importlandes vorgelegt.

## Qualifikation der Pflanzengesundheitsinspektoren
Pflanzengesundheitsinspektoren spielen eine zentrale Rolle im Prozess. Sie besitzen in der Regel eine Ausbildung oder ein Studium im Agrar-, Gartenbau- oder Forstbereich. Ihre Tätigkeit erfordert fundierte Kenntnisse in der Botanik, Entomologie und phytosanitären Regulierung. Häufig verfügen sie über einen akademischen Abschluss, etwa einen Bachelor- oder Masterabschluss.

## Einsatzbereiche
Das Pflanzengesundheitszeugnis ist erforderlich für den internationalen Handel mit:
- Lebenden Pflanzen und Pflanzenteilen (z. B. Samen, Setzlinge, Obst und Gemüse)
- Holz und Holzprodukten (z. B. Paletten und Verpackungsmaterial)
- Bodensubstraten und anderen regulierten Materialien.

Ausnahmen bestehen für bestimmte Länder oder Pflanzengruppen, wenn bilaterale Abkommen dies vorsehen.

## Herausforderungen und Zukunftsperspektiven
Die zunehmende Globalisierung und der wachsende Handel mit Pflanzen führen zu neuen Herausforderungen. Insbesondere invasive Arten und resistente Schädlinge stellen eine Bedrohung dar. Um diesen Risiken zu begegnen, arbeiten die Mitgliedsstaaten des IPPC an der Harmonisierung der Standards und der Einführung digitaler Pflanzengesundheitszeugnisse (ePhyto), die eine effizientere und sicherere Abwicklung ermöglichen.